# Attentat de Madagali
L'attentat de Madagali a lieu le 9 décembre 2016, pendant l'insurrection de Boko Haram.

## Déroulement
L'attaque est commise un jour de marché à Madagali, dans l'État d'Adamawa, lorsque deux femmes kamikazes se faisant passer pour des clientes déclenchent leurs ceintures explosives au milieu de la foule

## Revendication
L'attaque n'est pas revendiquée, mais elle est probablement commise par la branche de Boko Haram dirigée par Abubakar Shekau, le Groupe sunnite pour la prédication et le djihad. L'autre branche, dirigée par Abou Mosab al-Barnaoui et reconnue par l'État islamique, s'étant opposé aux attentats contre les civils musulmans, régulièrement commis par les partisans de Shekau . 

## Bilan humain
Le jour même de l'attentat, Sa'ad Bello, un responsable du service national des urgences (Nema) de l'État d'Adamawa, donne un bilan d'au moins 45 morts et 33 blessés. Le lendemain, le président du gouvernement de district local, Yusuf Mohammed, annonce que le bilan est monté à 56 morts et 57 blessés.